# Lofiide
Lofiidele (Lophiidae),  cunoscute sub denumirea populară de pești pescari, pești undițari, draci de mare, sunt o familie de pești marini care cuprinde pești răpitori teleosteeni răspândiți în apele marine din regiunea tropicală, subtropicală și temperată ale oceanelor Atlantic (inclusiv în Marea Mediterană și Marea Neagră), Pacific și Indian. Majoritatea sunt pești bentonici care trăiesc pe fundurile oceanelor și mărilor la adâncimi de peste 200 m. Acest ordin cuprinde pești cu un aspect ciudat. Au corpul acoperit cu spini, capul foarte mare, puternic turtit dorso-ventral și lățit. Gura foarte mare și largă este prevăzută cu numeroși dinți lungi, ascuțiți, înclinabili. Prima radie spinoasă din înotătoarea dorsală se află în apropiere de falca superioară și este transformată într-un dispozitiv de pescuit asemănător cu undița, numit iliciu (illicium), care are de obicei la vârful lui o umflătură cărnoasă, numit nadă (esca), care servește ca momeală pentru atragerea prăzii în apropierea gurii sale mari. Sunt răpitori lacomi, în principal piscivori, se hrănesc cu pești bentonici, dar și cu crabi. Unele specii sunt pescuite pentru carnea lor foarte delicată și destul de bună. Familia include 4 genuri și 28 specii, dintre care 2 se găsesc în Marea Neagră.

## Descrierea
Lofiidele sunt pești mari, por atinge 2 m în lungime, de obicei au 25-120 cm.
Au pielea netedă, golașă (fără solzi) adesea franjurată cu lambouri mici cărnoase în jurul fălcii inferioare și de-a lungul laturilor capului care se pot extinde pe corp (bine vizibile numai când peștele este scufundat într-un lichid).
Capul și partea anterioară a corpului sunt foarte mari și lățite, puternic turtite dorso-ventral, partea posterioară a corpului se subțiază treptat.
Capul rotunjit, prevăzut cu numeroși spini ascuțiți și creste pe fețele dorsale și laterale, dintre care cei mai notabili sunt: un spin foarte mare, proeminent, sau un grup de spini situați imediat înaintea bazei înotătoarelor pectorale (spini humerali); o pereche de spini ascuțiți proeminenți pe fiecare parte a botului, imediat în spatele gurii (spini palatini); o creastă osoasă deasupra ochilor cu 2-3 spini scurți (spini frontali) și 2 creste osoase pe bot care se prelungesc înaintea ochilor (creste frontale). Spațiu interorbital este ușor concav.
Au o gură foarte mare și largă, falca superioară este protractilă, cea inferioară proeminentă, ambele sunt prevăzute cu numeroși dinți lungi, ascuțiți, înclinabili.
Deschiderile branhiale sunt destul de mari, situate inferior, în axila pectoralelor, și se extind uneori înaintea bazei înotătoarei pectorale.
Au două înotătoare dorsale separate. Prima înotătoare dorsală este formată din 2-3 spini subțiri izolați pe cap (spini cefalici) și 1-3 spini (adesea legați de o membrana, cel puțin la juvenili) la nivelul înotătoarelor pectorale (spini postcefalici). Primii doi spini cefalici sunt situați la extremitatea anterioară a botului, cel din față este modificat într-un dispozitiv mobil de pescuit asemănător cu undița, numit iliciu (illicium - undița sau momeală), care are de obicei un apendice cărnos la vârf,  numit nadă (esca), care servește ca momeală pentru atragerea prăzii în apropierea gurii sale mari; de la acest dispozitiv de pescuit se trage numele de pești pescari.  Al treilea spin cefalic, când este prezent, este situat la nivelul spinilor humerali. A doua înotătoare dorsală are 8-12 radii moi.
Înotătoarele pectorale sunt alungite și au 13–28 radii neramificate, terminate cu mici filamente cărnoase. Înotătoarele ventrale au o poziție jugulară, fiind situate pe fața ventrală a capului, înaintea înotătoarelor pectorale. Înotătoarea anală, cu 6-10 (11) radii moi, este situată sub a doua înotătoare dorsală. Înotătoarea caudală cu 8 radii, din care 2 externe neramificate.
Linia laterală prezentă, dar în general indistinctă. Au un stomac uriaș, încât în el ar încăpea un pește de aceeași mărime cu posesorul lui.

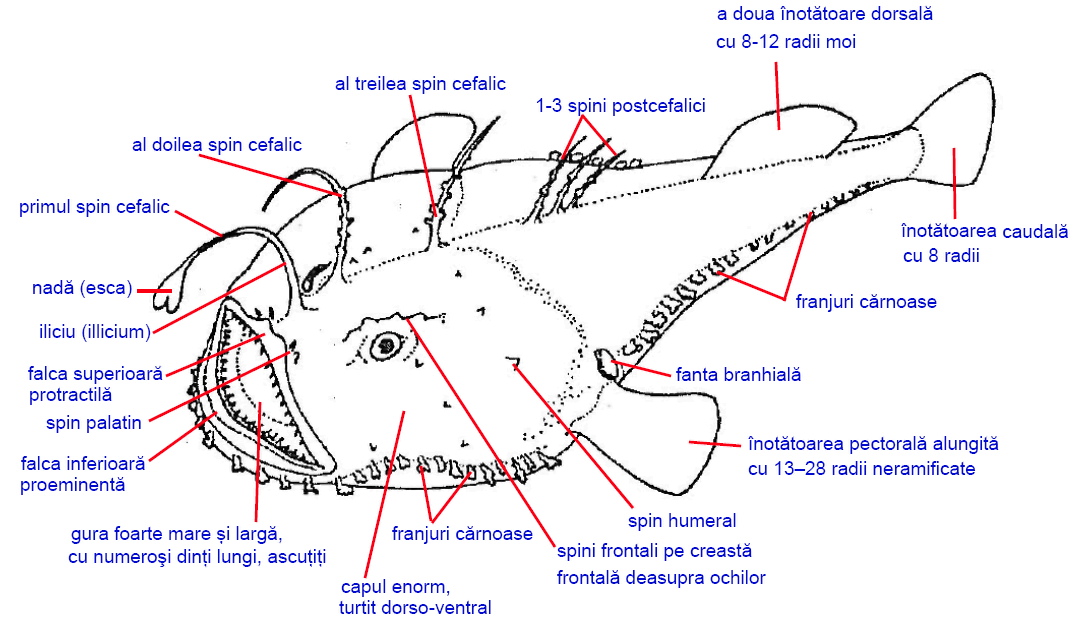
Particularităţile morfologice ale lofiidelor

## Coloritul
Partea dorsală de obicei este brun-deschisă sau brun- închisă sau cenușie (schimbătoare în funcție de substrat), partea ventrală mai deschisă; unele specii au pete distinctive.

## Răspândirea
Lofiidele sunt pești marini, răspândiți în Oceanul Arctic, Oceanul Atlantic (inclusiv în Marea Mediterană și Marea Neagră), Oceanul Indian și Oceanul Pacific. În Marea Neagră trăiesc 2 specii: dracul de mare sau peștele pescar (Lophius piscatorius) și peștele pescar sud-european (Lophius budegassa), pe litoralul românesc al Mării Negre aceste 2 specii nu au fost semnalate.

## Habitatul
Majoritatea sunt pești bentonici care trăiesc pe funduri moi cu iarbă de mare, pe platoul continental și pe taluzul continental de obicei la adâncimi de peste 200 m, unele specii trăiesc la adâncimi mai mari de 1000 m.

## Hrana
Lofiidele sunt răpitori lacomi, în principal piscivori, care folosesc prima radie a înotătoarei dorsale ca o momeală pentru a atrage prada lor. Se hrănesc cu pești bentonici (cod, calcan, cambulă, guvizi, uva, rechini mici, raiforme mici, anghile etc.) dar și cu nevertebrate mari (crabi).
Sunt slabi înotători și își petrec timpul stând ascunși printre alge sau îngropați în nomol, de unde își scot din frunte iliciul cu nadă, mișcându-l în dreapta și în stânga; peștii îl iau drept un viermișor și se apropie să-l înghită; atunci, peștii pescari cască gură lor uriașa și înghit apa cu pește cu tot.   

## Importanța
Unele specii (Lophius americanus, Lophius gastrophysus etc.) sunt pescuite în cantități importante cu traule, setci și paragate de fund; carnea lor foarte delicată este destul de bună și are o mare valoare comercială.

## Sistematica
Familia lofiide include 4 genuri (Lophiodes, Lophiomus, Lophius și Sladenia) și 28 specii.
- Lophius

- Lophius piscatorius  Linnaeus, 1758
- Lophius budegassa  Spinola, 1807
- Lophius americanus  Valenciennes, 1837
- Lophius vomerinus  Valenciennes, 1837
- Lophius litulon  (Jordan, 1902)
- Lophius vaillanti  Regan, 1903
- Lophius gastrophysus  Miranda Ribeiro, 1915

- Lophiomus

- Lophiomus setigerus  (Vahl, 1797)

- Lophiodes

- Lophiodes mutilus  (Alcock, 1894)
- Lophiodes naresi  (Günther, 1880)
- Lophiodes caulinaris  (Garman, 1899)
- Lophiodes gracilimanus  (Alcock, 1899)
- Lophiodes spilurus  (Garman, 1899)
- Lophiodes miacanthus  (Gilbert, 1905)
- Lophiodes triradiatus  (Lloyd, 1909)
- Lophiodes insidiator  (Regan, 1921)
- Lophiodes kempi  (Norman, 1935)
- Lophiodes monodi  (Le Danois, 1971)
- Lophiodes reticulatus  Caruso & Suttkus, 1979
- Lophiodes beroe  Caruso, 1981
- Lophiodes bruchius  Caruso, 1981
- Lophiodes fimbriatus  Saruwatari & Mochizuki, 1985
- Lophiodes endoi  Ho & Shao, 2008
- Lophiodes iwamotoi  Ho, Séret & Shao, 2011
- Lophiodes maculatus  Ho, Séret & Shao, 2011

- Sladenia

- Sladenia remiger  Smith & Radcliffe, 1912
- Sladenia shaefersi  Caruso & Bullis, 1976
- Sladenia zhui  Ni, Wu & Li, 2012

## Forme fosile
În forme fosile sunt cunoscute din straturile mărilor eocenului inferior. 
- † Sharfia mirabilis din eocenul inferior în Monte Bolca, Italia
- † Eosladenia caucasica din eocenul mijlociu în nordul Caucazului

## Video
- Dracul de mare (Lophius piscatorius). ARKive Arhivat în 27 iulie 2017, la Wayback Machine.
- Dracul de mare (Lophius piscatorius) folosind nadă (esca) pentru a prinde un peștișor. ARKive Arhivat în 17 aprilie 2017, la Wayback Machine.